# Clinton (Tennessee)
Clinton és una població dels Estats Units a l'estat de Tennessee. Segons el cens del 2000 tenia 9.409 habitants.

## Demografia
Segons el cens del 2000, Clinton tenia 9.409 habitants, 4.201 habitatges, i 2.688 famílies. La densitat de població era de 333 habitants/km².
Dels 4.201 habitatges en un 27,4% hi vivien nens de menys de 18 anys, en un 47,9% hi vivien parelles casades, en un 13,2% dones solteres, i en un 36% no eren unitats familiars. En el 31,8% dels habitatges hi vivien persones soles el 12,7% de les quals corresponia a persones de 65 anys o més que vivien soles. El nombre mitjà de persones vivint en cada habitatge era de 2,21 i el nombre mitjà de persones que vivien en cada família era de 2,78.
Per edats la població es repartia de la següent manera: un 21,6% tenia menys de 18 anys, un 8,9% entre 18 i 24, un 28,2% entre 25 i 44, un 23,7% de 45 a 60 i un 17,6% 65 anys o més.
L'edat mediana era de 39 anys. Per cada 100 dones de 18 o més anys hi havia 81,7 homes.
La renda mediana per habitatge era de 32.481 $ i la renda mediana per família de 43.099 $. Els homes tenien una renda mediana de 32.120 $ mentre que les dones 23.550 $. La renda per capita de la població era de 17.730 $. Entorn de l'11,8% de les famílies i el 16,5% de la població estaven per davall del llindar de pobresa.

## Poblacions més properes
El següent diagrama mostra les poblacions més properes.